# Viscum dryophilum
Viscum dryophilum är en sandelträdsväxtart som beskrevs av K.H. Rechinger. Viscum dryophilum ingår i släktet mistlar, och familjen sandelträdsväxter. Inga underarter finns listade i Catalogue of Life.